# Nelson Agresta
Nelson Agresta del Cerro (Montevideo, 2 de agosto de 1955) es un exfutbolista uruguayo. Jugó como mediocampista. Militó en diversos clubes de Uruguay, Chile, Argentina y Ecuador. Con la selección uruguaya fue campeón de la Copa América 1983 y participó en la edición de 1979.

## Selección nacional
Con la selección uruguaya actuó en la Copa América 1979 sin sede fija, donde fue titular en todos los partidos del equipo en ese torneo. También en la edición de 1983, donde su selección se coronó campeón, lo que le valió un fichaje en San Luis de Chile al año siguiente, cuyo factor de su fichaje en el conjunto quillotano, fue cuando su selección enfrentó a la selección chilena, precisamente en esa Copa América de 1983.

## Clubes
| Club                                       | País      | Año       |
| ------------------------------------------ | --------- | --------- |
| Liverpool                                  | Uruguay   | 1974      |
| Estudiantes de La Plata                    | Argentina | 1975-1976 |
| Defensor                                   | Uruguay   | 1976      |
| Argentinos Juniors                         | Argentina | 1977      |
| Nacional                                   | Uruguay   | 1978-1980 |
| River Plate                                | Uruguay   | 1981-1982 |
| Sud América                                | Uruguay   | 1983-1984 |
| San Luis de Quillota                       | Chile     | 1985      |
| Liga Deportiva Universitaria de Portoviejo | Ecuador   | 1986      |
| Ideal de San Ramón                         | Chile     | 1987      |
| Iván Mayo                                  | Chile     | 1988      |